# المقتالة (السياني)

تعديل مصدري - تعديل

المقتالة محلة تابعة لقرية الجرفات، التابعة لعزلة نخلان بمديرية السياني إحدى مديريات محافظة إب في الجمهورية اليمنية.، بلغ تعداد سكانها 107 حسب تعداد اليمن لعام 2004.